# هوس أمريكي بالمصريات
الهوس الأمريكي بالمصريات هو موضوع يتناول هوس الغرب بالثقافة والتاريخ المصري القديم. عندما جهز نابليون قواته لاستعمار مصر في عام 1797، ظهر فجأة اهتمام شعبي بكل ما هو مصري وانتشر في أرجاء أوروبا وصيغ مصطلح الهوس بالمصريات (Egyptomania). ويعود أول دليل ملموس على الهوس بالمصريات إلى زمن الإغريق، عندما قدِم المؤرخ الإغريقي هيرودوت إلى مصر حوالي عام 450 قبل الميلاد وكتب كتاب التاريخ الشهير. ولا يمكن تحديد أسباب ولع هيرودوت بمصر، ولكن منذ ذلك الحين توافد السياح إلى مصر. ونتيجة لشهرة مصر كوجهة سياحية في العطلات، فقد انتشر «الهوس بالمصريات» في جميع أرجاء العالم وفي الأدب والفنون والهندسة المعمارية والموسيقى، وخصوصًا صناعة الأفلام. وحتى يومنا هذا، نرى تأثيرًا كبيرًا للثقافة المصرية والهندسة المعمارية والفنون والآداب على الثقافة الأمريكية.

## الثقافة
في وقت ما، اعتقد الباحثون أن الحضارة المصرية القديمة كانت أول حضارة في تاريخ العالم وأنها أساس كل الحضارات الأخرى. ونحن نعلم الآن أن هذا غير صحيح، ولكن ما زال يحتفظ المصريون القدماء بميزة فريدة: إنهم كانوا أول بشر على وجه الكرة الأرضية يؤسسون لقيام دولة قومية. وكانت هذه الدولة، التي تجسد المعتقدات والأماني الروحانية للعرق المصري، بكل مظاهرها الرئيسية دولة ثيوقراطية. إلى جانب أنها كانت بمثابة إطار عمل لثقافة ذات قوة ويقين واستمرارية استثنائية؛ حيث استمرت لمدة 3000 سنة واحتفظت حتى النهاية تقريبًا بنقاء أسلوبها الجلي.
يستند السبب المنطقي لـ"الهوس بالمصريات إلى مفهوم مماثل: ألا وهو تطلع الغرب إلى الموضوعات المصرية القديمة لأن مصر القديمة كانت في حد ذاتها فاتنة للغاية. فقد اعتاد المصريون على اعتبار الدين والحكومة أمرين خالدين؛ وساندهم في تبني هذا التفكير مظاهر التحمل التي تميزت بها الآثار العامة العظيمة التي دامت إلى الأبد وبدا أنها تقاوم تأثير الزمن. وارتأى المشرعون أن هذا التأثير الأخلاقي سيسهم في تثبيت أعمدة حكمهم. وقد يختار الجمهور المختلف المهووس بالمصريات نسيان المعرض المظلم أو لمعان سطح الأشياء الثمينة. ومع ذلك، يحثنا المعرض على التفكير النقدي في العلاقات بين الثقافات المتعددة عند عتبة الحداثة، وعند همزة الوصل بين علاقات الشرق بالغرب (والشمال بالجنوب). ويتميز الهوس بالمصريات بأنه موجود في الماضي، وما زال قائمًا في الحاضر. في عام 1978، أحيا متحف المتروبوليتان للفنون بشكل كبير معبد دندور داخل جدرانه. وفي عام 1989، أقام متحف اللوفر الهرم الزجاجي، وفي عام 1993، تم افتتاح فندق الأقصر في لاس فيغاس بمقبرة توت غنخ آمون المطابقة للمقبرة الأصلية. وأينما ذهبنا، نجد مصر في الطعم والموضوع والمهدئ.

## العمارة
تأثرت العمارة الغربية بالهوس بالمصريات أيضًا فيما يعرف باسم إحياء العمارة المصرية. وقد ازدهرت الأضرحة المخملية على الطراز المصري في المقابر الأوروبية والأمريكية، متأثرة بفكرة الثقافة المصرية القديمة المهووسة بعقيدة الموت. وانتزعت العديد من المسلات من مواطنها الأصلية ليعاد وضعها في أكثر الأماكن غير المألوفة، بما فيها الفاتيكان وحديقة سنترال بارك في نيويورك.
وزاد تصور أن الآثار المصرية، أشهرها الهرم الأكبر وأبو الهول، يمكنها تجسيد الأسرار الخفية لمعرفة قديمة نُسيت منذ زمن بعيد، وذلك خلال عصر التنوير في القرن الثامن عشر مع الماسونيات. واستغلت المسلة، باعتبارها رمزًا للقوة في أنقى أشكالها، في إحياء ذكرى جورج واشنطن. وأراد جيمس ليك، المليونير العصامي من كاليفورنيا في القرن التاسع عشر، أن تبنى مقبرته على شكل هرم ضخم في ميدان كامل في سان فرانسيسكو. ولحسن حظه، لم يكتب لهذا المشروع التنفيذ.

## الأفلام
إن السبب الأساسي في اختراق الهوس بالمصريات عالم الأفلام بالطريقة التي حدثت هو الاحتفال باستكشاف مقبرة الملك توت غنخ آمون عام 1922. وقد حظي هذا الاكتشاف بتغطية إعلامية عالمية وقرأ عنه الناس يوميًا تقريبًا. وخلال السنوات العشر التالية، مات العديد من أعضاء بعثة اللورد كارنارفون الذين عملوا في مقبرة توت غنخ آمون «بشكل غامض». وقد تابع العامة المتعطشون للمزيد من الغموض الأخبار بشغف وصدقوا أن لعنة الفراعنة هي السبب في وقوع هذه الوفيات. وبالرغم من أن اللعنة هي خرافة حضرية ذاع صيتها في التغطية الإعلامية في ذلك الوقت، فالمثير أن هذه الخرافة لها أصولها في مصر القديمة. وخلال معظم تاريخ مصر القديمة، غالبًا ما كان هناك تحذير مكتوب على الجدران الخارجية للمقابر تجنبًا لحدوث أية أعمال محتملة تنتهك قدسيتها. وساهم في زيادة هذه المبالغة تداعيات الحرب العالمية الأولى التي وضعت أوزارها قبلها ببضع سنوات؛ حيث كان يبحث الناس عن شيء يلهيهم عن البؤس اليومي الذي يعيشونه. وأدى تصديق اللعنة إلى تكرار القصة في كل الأفلام المهووسة بالمصريات تقريبًا: من ينتهك قدسية مقابر قدماء المصريين سيعاني من عواقب مخيفة. وكانت أفلام الهوس بالمصريات رائجة للغاية وناجحة حتى إنه تم إنتاج نوع فرعي من أفلام الهوس بالمصريات؛ هي أفلام المومياء.